# Список заслуженных мастеров спорта СССР (волейбол)
Заслуженный мастер спорта СССР — почётное пожизненное спортивное звание в СССР.
У волейболисток в скобках указаны фамилии, которые спортсменки носили в период выступления за сборные СССР, СНГ и России, до или после присвоения звания заслуженного мастера спорта СССР.
| 1942 год |                                              |            |                         |           |                 |     |
| 1        | Осколкова Валентина Андреевна                | ??.11.1942 | ??.??.1905 — ??.??.1967 | Москва    | «Локомотив»     |     |
| 1944 год |                                              |            |                         |           |                 |     |
| 1        | Чинилин Анатолий Иванович                    | 14.07.1944 | 21.08.1913 — 20.10.1984 | Москва    | «Спартак»       |     |
| 1947 год |                                              |            |                         |           |                 |     |
| 1        | Барышников Алексей Георгиевич                | ??.??.1947 | 16.07.1913 — 19.04.1975 | Ленинград | «Спартак»       |     |
| 2        | Степанов Александр Александрович             | ??.??.1947 | ??.??.1914 — ??.??.1976 | Москва    | «Медик»         |     |
| 3        | Козлова Зоя Алексеевна                       | ??.10.1947 | ??.??.1914 — ??.??.2001 | Москва    | «Спартак»       |     |
| 4        | Якушев Алексей Петрович                      | ??.11.1947 |                         | Москва    | «Динамо»        |     |
| 5        | Есипенко Алексей Григорьевич                 | ??.12.1947 | ??.??.1910 — ??.??.1981 | Харьков   | «Спартак»       |     |
| 6        | Арахчян Сергей Вартанович                    | ??.12.1947 | ??.??.1916 — ??.??.1972 | Ереван    | «Наука»         |     |
| 1948 год |                                              |            |                         |           |                 |     |
| 1        | Шелекетин Георгий Иванович                   | ??.11.1948 | 01.04.1905 — ??.??.1997 | Харьков   | «Медик»         |     |
| 1949 год |                                              |            |                         |           |                 |     |
| 1        | Аникин Александр Сергеевич                   | ??.11.1949 |                         | Москва    | «Локомотив»     |     |
| 2        | Жарова Александра Михайловна                 | ??.11.1949 |                         | Москва    | «Спартак»       |     |
| 3        | Кононова (Еремеева) Милития Никифоровна      | ??.11.1949 |                         | Москва    | «Локомотив»     |     |
| 4        | Свиридова Валентина Иосифовна                | ??.11.1949 |                         | Москва    | «Локомотив»     |     |
| 5        | Воронин Порфирий Иванович                    | ??.11.1949 |                         | Ленинград | Советская Армия |     |
| 6        | Рева Константин Кузьмич                      | ??.11.1949 |                         | Москва    | Советская Армия |     |
| 7        | Саввин Владимир Иванович                     | ??.11.1949 |                         | Москва    | Советская Армия |     |
| 8        | Ульянов Владимир Петрович                    | ??.11.1949 |                         | Ленинград | Советская Армия |     |
| 9        | Щагин Владимир Иванович                      | ??.11.1949 |                         | Москва    | «Динамо»        |     |
| 1950 год |                                              |            |                         |           |                 |     |
| 1        | Фёдоров Дмитрий Иванович                     | 27.07.1950 | ??.??.1917 — ??.??.1991 | Москва    | «Локомотив»     | 723 |
| 1951 год |                                              |            |                         |           |                 |     |
| 1        | Пименов Михаил Павлович                      | ??.03.1951 |                         | Киев      | «Спартак»       |     |
| 2        | Топоркова Мария Александровна                | ??.06.1951 |                         | Ленинград | «Спартак»       |     |
| 3        | Эйнгорн Анатолий Николаевич                  | ??.06.1951 |                         |           | Советская Армия |     |
| 4        | Ахвледиани Гиви Александрович                | ??.??.1951 |                         |           |                 |     |
| 5        | Кундиренко Серафима Георгиевна               | ??.??.1951 |                         |           |                 |     |
| 6        | Петрова Тамара Николаевна                    | ??.??.1951 |                         |           |                 |     |
| 1952 год |                                              |            |                         |           |                 |     |
| 1        | Нефёдов Сергей Александрович                 | ??.09.1952 |                         |           |                 |     |
| 2        | Озерова Вера Ивановна                        | ??.09.1952 |                         |           |                 |     |
| 1956 год |                                              |            |                         |           |                 |     |
| 1        | Горбунова (Виноградова) Софья Александровна  | ??.??.1956 |                         | Москва    | «Динамо»        |     |
| 2        | Моисеева (Рыжова) Антонина Алексеевна        | ??.??.1956 |                         | Москва    | «Локомотив»     |     |
| 3        | Стрельникова Лидия Николаевна                | ??.??.1956 |                         | Москва    | «Динамо»        |     |
| 1960 год |                                              |            |                         |           |                 |     |
| 1        | Булдакова (Мещерякова) Людмила Степановна    | ??.11.1960 |                         | Москва    | «Динамо»        |     |
| 2        | Крашенинникова (Галахова) Алиса Владимировна | ??.11.1960 |                         | Ленинград | «Спартак»       |     |
| 3        | Плисмане Скайдрите Оскаровна                 | ??.11.1960 |                         | Рига      | «Даугава»       |     |
| 4        | Буробин Николай Александрович                | ??.11.1960 |                         | Москва    | ЦСКА            |     |
| 5        | Гайковой Геннадий Владимирович               | ??.11.1960 |                         | Ленинград | СКА             |     |
| 6        | Мондзолевский Георгий Григорьевич            | ??.11.1960 |                         | Москва    | ЦСКА            |     |
| 7        | Фасахов Нил Шафикович                        | ??.11.1960 |                         | Москва    | ЦСКА            |     |
| 8        | Чесноков Юрий Борисович                      | ??.11.1960 |                         | Москва    | ЦСКА            |     |
| 1962 год |                                              |            |                         |           |                 |     |
| 1        | Коваленко Виталий Александрович              | ??.07.1962 |                         | Москва    | ЦСКА            |     |
| 2        | Щербаков Семён Моисеевич                     | ??.07.1962 |                         | Москва    | ЦСКА            |     |

## 1964
- Бугаенков, Иван Васильевич
- Поярков, Юрий Михайлович

## 1965
- Качарава, Важа Соломонович
- Либинь, Эдуард Антонович

## 1966
- Венгеровский, Юрий Наумович
- Волкова Галина Николаевна (1933)
- Володина (Яшина) Антонина Николаевна
- Катушева (Авен) Марита Викторона

## 1967
- Горбачева Кира Анисимовна
- Михайловская Людмила Николаевна

## 1968
- Беляев, Владимир Иванович
- Виноградова (Каменёк) Валентина Алексеевна
- Галушка (Дуюнова) Вера Илларионовна
- Иванов, Владимир Тимофеевич
- Кравченко, Валерий Иванович
- Лапинский, Евгений Валентинович
- Леонтьева (Ельницкая) Галина Александровна
- Михальчук, Виктор Ильич
- Рыскаль Инна Валериевна
- Салихова Роза Галямовна
- Сибиряков Эдуард Федорович
- Смолеева Нина Николаевна

## 1970
- Сарычева Татьяна Филипповна
- Саурамбаев, Жанбек Негматович
- Третьякова (Поняева) Татьяна Петровна
- Тюрина (Евтушенко) Любовь Николаевна
- Шухов, Борис Хабалиевич (1947)

## 1971
- Мишак (Волощук) Валентина Григорьевна

## 1972
- Гонобоблева (Семенова) Татьяна Павловна

## 1973
- Родионова (Рощина) Татьяна Александровна

## 1975
- Паткин, Владимир Леонидович
- Путятов, Владимир Николаевич
- Старунский, Юрий Васильевич

## 1977
- Кондра, Владимир Григорьевич

## 1978
- Дорохов, Владимир Вячеславович
- Ермилов, Александр Юрьевич
- Зайцев, Вячеслав Алексеевич
- Лоор, Вильяр Валдурович
- Молибога, Олег Алексеевич
- Полищук, Анатолий Антонович
- Савин, Александр Борисович
- Селиванов, Павел Александрович
- Чернышёв, Владимир Дмитриевич

## 1980
- Ахаминова (Соколовская) Елена Рабиговна
- Кривов Валерий Михайлович
- Лащёнов Фёдор Серафимович
- Логинова Лидия Ивановна
- Макогонова Ирина Петровна
- Никишина (Кунышева) Светлана Дмитриевна
- Панченко Юрий Петрович
- Радзевич (Зезюля) Надежда Борисовна
- Соловова Ольга Анатольевна
- Старшова (Разумова) Наталья Николаевна
- Чернышёва (Прокошина) Людмила Георгиевна

## 1982
- Сороколет, Александр Дмитриевич
- Шкурихин, Владимир Петрович

## 1984
- Дилленбург, Альберт Жан-Жанович

## 1986
- Бадулина (Сафронова) Светлана Михайловна
- Козырева (Тимофеева) Любовь Владимировна
- Лосев, Валерий Анатольевич

## 1988
- Волкова Елена Павловна
- Корытова Светлана Вадимовна
- Крайнова Татьяна Александровна
- Кривошеева Ольга Юрьевна
- Кумыш Марина Евгеньевна
- Никулина (Панкова) Марина Анатольевна
- Овчинникова (Чебукина) Елена Васильевна
- Огиенко (Маковецкая) Валентина Витальевна
- Пархомчук (Кириллова) Ирина Владимировна
- Сидоренко Татьяна Ивановна
- Смирнова (Ильченко) Ирина Ивановна
- Шкурнова (Позднякова) Ольга Дмитриевна

## 1989
- Андреюк (Чеснокова) Елена Валентиновна
- Антонов, Ярослав Викторович
- Вилде, Раймонд Робертович

## 1990
- Антропов, Олег Петрович
- Батухтина (Тюрина) Елена Николаевна
- Воскобойников, Дмитрий Вячеславович
- Калачихин, Валерий Алексеевич
- Люгайло, Станислав Антонович
- Сапрыкин, Александр Михайлович
- Терещук, Борис Павлович

## 1991
- Арошидзе, Юрий Васильевич
- Кудрева, Наталья Александровна
- Лантратова (Ганженко) Вера Степановна

## 1992
- Красильников, Евгений Витальевич
- Олихвер, Руслан Иосифович
- Фомин, Дмитрий Александрович
- Шатунов, Олег Александрович

## неизв
- Болдырева Лидия Сысоевна (? 56)
- Каленик (Коновалова) Лилия Николаевна (? 56)